# 永井路子

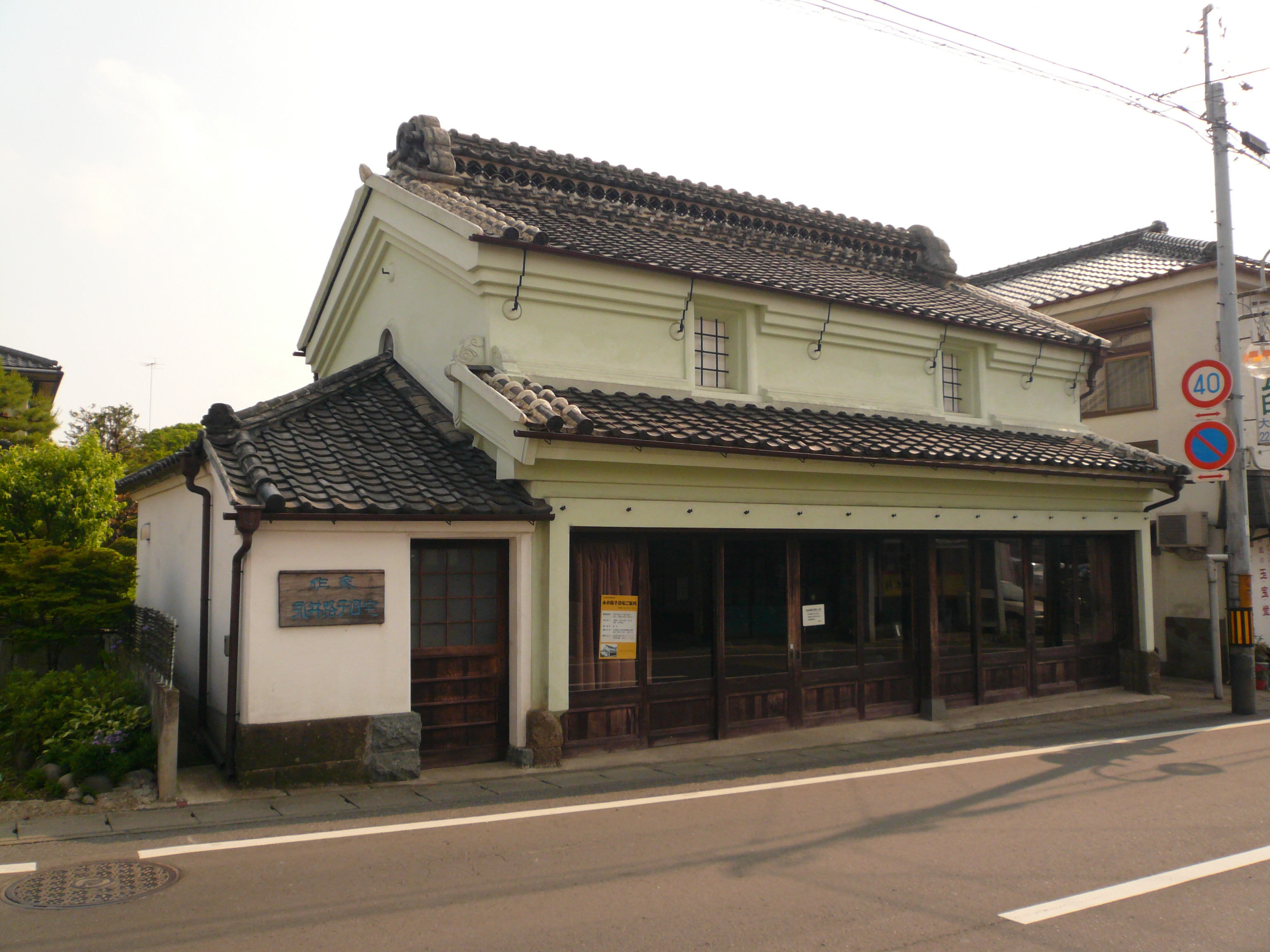
古河文学館の別館として利用されている永井路子旧宅
（茨城県古河市）

永井 路子（ながい みちこ、1925年〈大正14年〉3月31日  - 2023年〈令和5年〉1月27日）は、日本の歴史小説家。本名は黒板擴子（くろいた ひろこ）。茨城県古河市および神奈川県鎌倉市の名誉市民。

## 来歴・人物
東京府東京市本郷区に生まれる。実父は来島清徳、実母は声楽家の永井智子。実父は生後数年で死去している。
母が一人娘だったため、母の実家を継ぐ目的で、血縁的には大叔父に当たる永井八郎治の長女として入籍。3歳で茨城県古河町（現：古河市）に転居して、当地で育つ。茨城県立古河高等女学校（現：茨城県立古河第二高等学校）卒業。1944年、東京女子大学国語専攻部を卒業。戦後は東京大学で経済史を学んだ。
1949年、歴史学者の黒板勝美の甥で同じく歴史学者となる黒板伸夫と結婚し、東京・中野に転居。同1949年小学館入社、『女学生の友』や『マドモアゼル』等の編集に従事。編集に関わりながら、歴史小説を書く。1958年、筆名・永井路子を使いはじめる。
編集者としても有能であり、「白いトックリのセーターに黒のタイト姿で、夜遅くまで仕事をする彼女は若い男性社員の憧れの的であった」と大村彦次郎は述べている。担当した作家には松本清張らがいる。『近代説話』の同人となり、歴史に対する独特の視点で同誌に発表した作品は有名であった。近代説話の発起人だった司馬遼太郎は、この雑誌をやめたいと漏らしていたが、永井が直木賞を取るまでは雑誌発刊を続けようと考えたほどである。
1961年、『マドモアゼル』の副編集長で退社して文筆に専念。1962年、鎌倉市に転居。1964年、『炎環』（光風社、1964年10月）で直木賞を受賞する。1984年には、中世を題材にした作品で歴史小説に新風をもたらしたとして、菊池寛賞を受賞。
戦前から戦後の移り変わりを体験し、歪められた歴史を多くの資料と説得力のある文章で覆し、評価を得る。これまで考えられてきた歴史人物像、歴史事件等を見直し、男性の影に隠れ見落とされがちな女性にも焦点を当てた作品が多い。また、執筆の際、みずから歴史人物の系図を作成し、本に掲載しているものもある。評論では砕けた文章を用い、親しみやすいものにしている。
1995年、戦後50年を期して、歴史小説の断筆を宣言。1998年、寄贈した蔵書を中核資料とした「古河文学館」開館。2000年、東京・品川に転居。2003年、古河文学館にて「永井路子展」開催、あわせて永井路子旧宅を修復、一般公開開始。
作品は、NHK大河ドラマの『草燃える』『毛利元就』に原作として使用された。
2023年1月27日、老衰のため東京都中央区の病院で死去。97歳没。

## 受賞歴
- 1952年  サンデー毎日懸賞小説入選「三条院記」[1]
- 1961年 「青苔記」で第45回直木賞候補
- 1964年 『炎環』で第52回直木賞
- 1982年 『氷輪』で第21回女流文学賞
- 1984年 第32回菊池寛賞、第33回神奈川文化賞
- 1988年 『雲と風と』ほかで第22回吉川英治文学賞
- 1997年 NHK放送文化賞、茨城県特別功績章
- 1998年 鎌倉市の名誉市民[1][7]
- 2003年 古河市の名誉市民[1]
- 2006年 第7回和島誠一賞（文化財保存全国協議会）[8]
- 2009年 『岩倉具視』で毎日芸術賞
- 2016年 第27回大衆文学研究賞・大衆文学部門を、黒板伸夫・永井路子編『黒板勝美の思い出と私たちの歴史探究』（吉川弘文館）が受賞

## 刊行作品
- 『炎環』光風社 1964年 のち文春文庫（大河ドラマ『草燃える』の原作）
- 『長崎犯科帳』講談社 1965年 のち文庫、文春文庫
- 『絵巻』読売新聞社 1966年 のち新潮文庫、角川文庫（大河ドラマ『草燃える』の原作）
- 『宿命の天守閣』人物往来社（歴史小説選書）1967年
- 『北条政子』講談社 1969年のち角川文庫、文春文庫（NETドラマ『北条政子』、大河ドラマ『草燃える』の原作）
- 『日本スーパーレディー物語』日本経済新聞社 1969年 「歴史のヒロインたち」旺文社文庫 のち文春文庫
- 『新今昔物語』朝日新聞社 1971年 「恋のうき世」集英社文庫、文春文庫
- 『王者の妻－秀吉の妻おねね』講談社 1971年 のち文庫、PHP文庫、朝日文庫
- 『朱なる十字架』文藝春秋 1971年 のち文庫(明智玉）
- 『平家物語の女性たち』新塔社 1972年 のち文春文庫
- 『歴史をさわがせた女たち 外国篇』文藝春秋 1972年 のち文庫
- 『雪の炎』毎日新聞社 1972年 「からくり紅花」新潮文庫
- 『一豊の妻』読売新聞社 1972年 のち文春文庫
- 『旅する女人』日本交通公社 1972年 のち集英社文庫、文春文庫
- 『愛のかたち 古典に生きる女たち』主婦の友社 1972年 「愛に生きる」角川文庫
- 『万葉恋歌 日本人にとって「愛する」とは』光文社（カッパ・ブックス）1972年　のち角川文庫、光文社文庫
- 『女の愛と生き方 女性史探訪』鎌倉書房 1972年 「日本史にみる女の愛と生き方」新潮文庫
- 『ばくちしてこそ歩くなれ』読売新聞社 1973年
- 『乱紋』文藝春秋 1974年 のち文庫（浅井江）
- 『美のかたち 女性史探訪』主婦の友社 1974年 「女の四季、愛の四季」集英社文庫
- 『太平記紀行 鎌倉・吉野・笠置・河内』平凡社（歴史と文学の旅）1974年 のち中公文庫
- 『日本夫婦げんか考』中央公論社 1974年 のち文庫
- 『歴史をさわがせた女たち 日本篇』文藝春秋 1975年 のち文庫
- 『今日に生きる万葉』朝日ソノラマ 1975年 のち文春文庫
- 『歴史をさわがせた女たち 庶民篇』文藝春秋 1976年 のち文庫
- 『悪霊列伝』正続 毎日新聞社 1977年 - 1978年 のち新潮文庫、角川文庫、朝日文庫
- 『歴史をさわがせた夫婦たち』文藝春秋 1977年 のち文庫
- 『永井路子の私のかまくら道 鎌倉の歴史と陰』かまくら春秋社 1977年
- 『にっぽん亭主五十人史』講談社 1977年 のち文庫、文春文庫
- 『つわものの賦』文藝春秋 1978年 のち文庫、新版・文春学藝ライブラリー（大河ドラマ『草燃える』の原作）
- 『随筆集　わが町わが旅』共同通信社 1978年 のち中公文庫
- 『平治元年』東京文芸社 1978年
- 『右京局小夜がたり』読売新聞社 1978年 「寂光院残照」集英社文庫
- 『執念の家譜』（短編集）講談社 1978年 のち文庫
- 『相模のもののふたち 中世史を歩く』有隣新書 1978年 のち文春文庫（大河ドラマ『草燃える』の原作）
- 『源頼朝の世界』中央公論社 1979年 のち文庫
- 『鎌倉人物志 対談集』毎日新聞社 1979年
- 『流星 お市の方』文藝春秋 1979年 のち文庫
- 『銀の館』文藝春秋 1980年 のち文庫（日野富子）
- 『氷輪』中央公論社 1981年 のち文庫（奈良時代後期）
- 『太平記』現代語訳 日本の古典 学習研究社 1981年　『太平記 古典を読む』文春文庫、1990年
- 『古典を読む　大鏡』岩波書店 1984年
- 『この世をば』新潮社 1984年 のち文庫、朝日文庫（藤原道長）
- 『美貌の女帝』毎日新聞社 1985年 のち文春文庫（元正天皇）
- 『はじめは駄馬のごとく ナンバー2の人間学』日本生産性本部 1985年 のち文春文庫
- 『波のかたみ 清盛の妻』中央公論社 1985年 のち文庫
- 『新・歴史をさわがせた女たち』文藝春秋 1986年 のち文庫、朝日文庫
- 『最澄を辿る』講談社 1987年
- 『雲と風と－伝教大師最澄の生涯』中央公論社 1987年 のち文庫
- 『永井路子の方丈記・徒然草』集英社（わたしの古典）1987年 のち文庫
- 『歴史のねむる里へ』PHP研究所 1988年 のち文庫
- 『茜さす』読売新聞社 1988年 のち新潮文庫（持統天皇）
- 『噂の皇子（みこ）』(短編集）文藝春秋 1988年 のち文庫
- 『異議あり日本史』文藝春秋 1989年 のち文庫
- 『わかぎみ』（短編集）新潮文庫 1989年
- 『裸足の皇女（ひめみこ）』（短編集）文藝春秋 1989年 のち文庫
- 『平家物語』講談社（古典の旅）1990年「『平家物語』を旅しよう」文庫
- 『よみがえる万葉人』読売新聞社 1990年 のち文春文庫
- 『変革期の人間像』吉川弘文館 1990年「歴史の主役たち」文春文庫
- 『女の修羅・男の野望 私の歴史ノートから』PHP研究所 1992年
- 『山霧 毛利元就の妻』文藝春秋 1992年 のち文庫　新装版　2013年（大河ドラマ『毛利元就』の原作）
- 『王朝序曲 誰か言う「千家花ならぬはなし」と』角川書店 1993年 のち文庫、朝日文庫（藤原冬嗣）
- 『うたかたの』文藝春秋 1993年　のち文庫
- 『永井路子歴史小説全集』全17巻 中央公論社 1994年 - 1996年
- 『闇の通い路』（短編集）文藝春秋 1994年 のち文庫
- 『姫の戦国』日本経済新聞社 1994年 のち文春文庫（寿桂尼）
- 『葛の葉抄 あや子、江戸を生きる』PHP研究所 1995年 のち文庫（只野真葛）
- 『わが千年の男たち』文藝春秋 1995年 のち文庫
- 『きらめく中世 歴史家と語る』有隣堂 1995年
- 『望みしは何ぞ－王朝・優雅なる野望』中央公論社 1996年 のち文庫、朝日文庫（藤原能信）
- 『元就、そして女たち』中央公論社 1996年 のち文庫（『毛利元就』の原作）
- 『戦国武将の素顔 毛利元就の手紙を読む』NHK人間大学 日本放送出版協会 1997年
- 『葵を咲かせた女たち 歴史よもやま話』日本放送出版協会 1999年 「戦国おんな絵巻」光文社文庫
- 『美女たちの日本史』中央公論新社 2002年 のち文庫
- 『女帝の歴史を裏返す』中央公論新社　2005年　のち文庫
- 『岩倉具視 言葉の皮を剥きながら』文藝春秋 2008年 のち文庫

### 共編著
- 『鎌倉の寺』保育社カラーブックス 1967年
- 『薬師寺・唐招提寺』入江泰吉写真 保育社カラーブックス 1970年
- 『日本史の中の女性』松本清張・金達寿・山本藤枝・杉本苑子・水上勉 毎日新聞社 1979年
- 『ごめんあそばせ独断日本史』杉本苑子 中央公論社 1985年 のち文庫、朝日文庫
- 『「時代」を旅する』杉本苑子 文藝春秋 1997年 のち文庫
- 『時宗の決断―国難・蒙古襲来にどう対処したか』中央公論新社 2000年
- 『史脈瑞應「近代説話」からの遍路』寺内大吉共著 大正大学出版会 2004年
- 『黒板勝美の思い出と私たちの歴史探究』黒板伸夫、永井路子編 吉川弘文館 2015